# Ruše
Ruše este un oraș din comuna Ruše, Slovenia, cu o populație de 4.571 de locuitori.